# Hilda Sehested
Hilda Sehested (27 d'abril de 1858 – 15 d'abril de 1936) fou una compositora danesa.

## Biografia
Hilda Sehested va néixer a Fiònia, Dinamarca, dels pares Niels Frederik Bernhard Sehested (1813–82), arqueòleg, i Charlotte Christine Linde (1819–94). Va estudiar música amb C.F.E. Horneman a la Reial Acadèmia Danesa de Música de Copenhaguen i, més tard, amb Louise Aglaé Massart (1827-1887) a París. Va estudiar orgue amb Ludvig Birkedal-Barfod i composició amb Orla Rosenhoff, i va començar a compondre a l'edat de 30 anys.
La mare de Sehested va morir el 1894 i ella es va traslladar a Copenhaguen per viure amb la seva germana Thyra. Es va comprometre amb l'arqueòleg i director del museu Henry Petersen allà, però ell va morir abans del casament. Commocionada per la seva mort, Sehested va prendre la feina com a cura durant un temps, després va ser organista de l'església, i finalment va tornar a la composició. Va morir a Copenhaguen.

## Obres
Sehested va escriure diverses cançons, composicions per a instruments i orquestra i una òpera. Les obres seleccionades inclouen:
- Fantasy Pieces, 1891
- Sonata for Pianoforte, 1896
- Intermezzi for Piano Trio, sonata, 1904
- Suite für Cornet in B und Klavier, 1905
- Songs with Piano, 1907
- Agnete and the Merman opera, 1914
- Miniatures for Orchestra, 1915
- Rhapsody, 1915
- Quartet in G for strings
- Morceau pathétique for trombone and orchestra, 1923
- Four Fantasy Pieces for flute and piano, 1927

Les seves composicions han estat enregistrades i publicades en disc compacte, incloent:
- Romantic Piano Works by Danish Women Composers, Cathrine Penderup, Nanna Liebmann, Hilda Sehested, Benna Moe (2009) Danacord Records